# Trittico di San Lorenzo
Il Trittico di San Lorenzo è un dipinto, tempera su tavola (pannello centrale 127x48 cm, pannelli laterali 103x45, lunetta 59x170) di Giovanni Bellini e altri pittori, databile al 1464-1470 e conservato nelle Gallerie dell'Accademia a Venezia.

## Storia
Quattro trittici (di San Sebastiano, di San Lorenzo, della Madonna e della Natività), vennero realizzati tra il 1464 e il 1470 circa per la chiesa di Santa Maria della Carità a Venezia, che era stata ricostruita a metà del secolo e i cui altari erano stati eretti tra il 1460 e il 1464.
Le opere vennero smontate e ricomposte in epoca napoleonica, venendo destinati alle Gallerie dell'Accademia, con attribuzione originaria ai Vivarini.
Il trittico è stato restaurato recentemente e presentato dopo il restauro, nel 2022, alla XIX edizione di "Restituzioni".

## Descrizione e stile
I tre scomparti inferiori mostrano altrettanti santi a piena figura: san Giovanni Battista, san Lorenzo e sant'Antonio da Padova. In alto, nella lunetta divisa in tre pezzi in epoca sconosciuta, si trova una Madonna col Bambino tra due angeli volanti.
Questi trittici, ideati probabilmente da Jacopo Bellini, vennero realizzati a più mani, tra cui quella di Giovanni su solo una. Il contributo di quest'ultimo si rileva soprattutto nei santi del polittico di San Sebastiano e sono un importante precedente per quello che sarà la sua prima grande prova individuale, il polittico di San Vincenzo Ferrer.